# Padma Shri (2010–2019)
La Padma Shri est la quatrième décoration civile en importance de l'Inde. Les récipiendaires des années 2010 à 2019 sont :

## Légende
| * | pour les récipiendaires étrangers . |
| † | pour les récompenses partagées .    |

## 2010
La liste des prix Padma Shri en 2010 :
| Nom                                     | Domaine                         | État               | Pays                 |
| --------------------------------------- | ------------------------------- | ------------------ | -------------------- |
| Gulam Mohammed Mir                      | Service public                  | Jammu-et-Cachemire | Inde                 |
| Rekha                                   | Art                             | Maharashtra        | Inde                 |
| Arjun Prajapati                         | Art                             | Rajasthan          | Royaume-Uni          |
| Arundhati Nag                           | Art                             | Karnataka          | Inde                 |
| Carmel Berkson                          | Art                             | Maharashtra        | Inde                 |
| F. Wasifuddin Dagar                     | Art                             | Delhi              | Inde                 |
| Gul Bardhan                             | Art                             | Madhya Pradesh     | Inde                 |
| Haobam Ongbi Ngangbi Devi               | Art                             | Manipur            | Inde                 |
| Hari Uppal                              | Art                             | Bihar              | Inde                 |
| K. Raghavan                             | Art                             | Kerala             | Inde                 |
| Mayadhar Raut                           | Art                             | Delhi              | Inde                 |
| Mukund Lath                             | Art                             | Rajasthan          | Inde                 |
| Nemai Ghosh                             | Art                             | Bengale-Occidental | Inde                 |
| Raghunath Panigrahi                     | Art                             | Orissa             | Inde                 |
| Rajkumar Achouba Singh                  | Art                             | Manipur            | Inde                 |
| Ram Dayal Munda                         | Art                             | Jharkhand          | Inde                 |
| Resul Pokutty                           | Art                             | Kerala             | Inde                 |
| Saif Ali Khan                           | Art                             | Maharashtra        | Inde                 |
| Shobha Raju                             | Art                             | Andhra Pradesh     | Inde                 |
| Sumitra Guha                            | Art                             | Delhi              | Inde                 |
| Ulhas Kashalkar                         | Art                             | Bengale-Occidental | Inde                 |
| D.R. Karthikeyan                        | Service public                  | Delhi              | Inde                 |
| Ranjit Bhargava                         | Protection de l'environnement   | Uttarakhand        | Inde                 |
| Arun Sarma                              | Littérature et éducation        | Assam              | Inde                 |
| Arvind Kumar                            | Littérature et éducation        | Maharashtra        | Inde                 |
| Bertha Gyndykes Dkhar                   | Littérature et éducation        | Meghalaya          | Inde                 |
| Govind Chandra Pande                    | Littérature et éducation        | Madhya Pradesh     | Inde                 |
| Hamidi Kashmiri                         | Littérature et éducation        | Jammu-et-Cachemire | Inde                 |
| Hermann Kulke                           | Littérature et éducation        |                    | Allemagne*           |
| Janaki Ballav Shastri                   | Littérature et éducation        | Bihar              | Inde                 |
| Jitendra Udhampuri                      | Littérature et éducation        | Jammu-et-Cachemire | Inde                 |
| Lal Bahadur Singh Chauhan               | Littérature et éducation        | Uttar Pradesh      | Inde                 |
| Lalzuia Colney                          | Littérature et éducation        | Mizoram            | Inde                 |
| Maria Aurora Couto                      | Littérature et éducation        | Goa                | Inde                 |
| Rajalakshmi Parthasarathy               | Littérature et éducation        | Tamilnadu          | Inde                 |
| Ramaranjan Mukherji                     | Littérature et éducation        | Bengale-Occidental | Inde                 |
| Ranganathan Parthasarathy               | Littérature et éducation        | Tamilnadu          | Inde                 |
| Romuald D'Souza                         | Littérature et éducation        | Goa                | Inde                 |
| Sadiq-ur-Rahman Kidwai                  | Littérature et éducation        | Delhi              | Inde                 |
| Sheldon Pollock                         | Littérature et éducation        |                    | États-Unis*          |
| Surendra Dubey                          | Littérature et éducation        | Chhattisgarh       | Inde                 |
| Anil Kumar Bhalla                       | Médecine                        | Delhi              | Inde                 |
| Arvinder Singh Soin                     | Médecine                        | Delhi              | Inde                 |
| B. Ramana Rao                           | Médecine                        | Karnataka          | Inde                 |
| Jalakantapuram Ramaswamy Krishnamoorthy | Médecine                        | Tamil Nadu         | Inde                 |
| K.K. Aggarwal                           | Médecine                        | Delhi              | Inde                 |
| Kodaganur S. Gopinath                   | Médecine                        | Karnataka          | Inde                 |
| Laxmi Chand Gupta                       | Médecine                        | Delhi              | Inde                 |
| Philip Augustine                        | Médecine                        | Kerala             | Inde                 |
| Rabindra Narain Singh                   | Médecine                        | Bihar              | Inde                 |
| Vikas Mahatme                           | Médecine                        | Maharashtra        | Inde                 |
| Rafael Iruzubieta Fernandez             | Affaires publiques              |                    | Espagne*             |
| M.R. Satyanarayana Rao                  | Sciences et arts de l'ingénieur | Karnataka          | Inde                 |
| Palpu Pushpangadan                      | Sciences et arts de l'ingénieur | Kerala             | Inde                 |
| Ponisseril Somasundaran                 | Sciences et arts de l'ingénieur |                    | États-Unis*          |
| Pucadyil Ittoop John                    | Sciences et arts de l'ingénieur | Gujarat            | Inde                 |
| Vijay Prasad Dimri                      | Sciences et arts de l'ingénieur | Andhra Pradesh     | Inde                 |
| Vijaylakshmi Ravindranath               | Sciences et arts de l'ingénieur | Karnataka          | Inde                 |
| Anu Aga                                 | Travail social                  | Maharashtra        | Inde                 |
| Ayekpam Tomba Meetei                    | Travail social                  | Manipur            | Inde                 |
| Deep Joshi                              | Travail social                  | Delhi              | Inde                 |
| J.R. Gangaramani                        | Travail social                  |                    | Émirats arabes unis* |
| Kranti Shah                             | Travail social                  | Maharashtra        | Inde                 |
| Kurian John Melamparambil               | Travail social                  | Kerala             | Inde                 |
| Baba Sewa Singh                         | Travail social                  | Punjab             | Inde                 |
| Sudha Kaul                              | Travail social                  | Bengale-Occidental | Inde                 |
| Sudhir M. Parikh                        | Travail social                  |                    | États-Unis*          |
| Ignace Tirkey                           | Sports                          | Orissa             | Inde                 |
| Kumar Ram Narain Karthikeyan            | Sports                          | Tamil Nadu         | Inde                 |
| Ramakant Vithal Achrekar                | Sports                          | Maharashtra        | Inde                 |
| Saina Nehwal                            | Sports                          | Andhra Pradesh     | Inde                 |
| Vijender Singh                          | Sports                          | Haryana            | Inde                 |
| Virender Sehwag                         | Sports                          | Delhi              | Inde                 |
| Alluri Venkata Satyanarayana Raju       | Commerce et industrie           | Andhra Pradesh     | Inde                 |
| B. Raveendran Pillai                    | Commerce et industrie           |                    | Bahreïn*             |
| Deepak Puri                             | Commerce et industrie           | Delhi              | Inde                 |
| Irshad Mirza                            | Commerce et industrie           | Uttar Pradesh      | Inde                 |
| Kapil Mohan                             | Commerce et industrie           | Himachal Pradesh   | Inde                 |
| Karsanbhai Khodidas Patel               | Commerce et industrie           | Gujarat            | Inde                 |
| T.N. Manoharan                          | Commerce et industrie           | Tamil Nadu         | Inde                 |
| Venu Srinivasan                         | Commerce et industrie           | Tamil Nadu         | Inde                 |

## 2011
La liste des prix Padma Shri en 2011 : 
| Nom                                  | Domaine                                      | État                    | Pays                 |
| ------------------------------------ | -------------------------------------------- | ----------------------- | -------------------- |
| Neelam Mansingh Chowdhry             | Art-Théâtre                                  | Chandigarh              | Inde                 |
| Makar Dhwaja Darogha                 | Art-Chhau Danse                              | Jharkhand               | Inde                 |
| Shaji Neelakantan Karun              | Art-Film Direction                           | Kerala                  | Inde                 |
| Girish Kasaravalli                   | Art-cinématographie                          | Karnataka               | Inde                 |
| Tabu                                 | Art-Cinéma                                   | Maharashtra             | Inde                 |
| Jivya Soma Mase                      | Art-Warli peinture                           | Maharashtra             | Inde                 |
| M. K. Saroja                         | Art-Danse-Bharatnatyam                       | Tamil Nadu              | Inde                 |
| Jayaram Subramaniam                  | Art-Cinéma                                   | Kerala                  | Inde                 |
| Ajoy Chakrabarty                     | Art - Musique-Voix classique indienne        | Bengale-Occidental      | Inde                 |
| Mahasundari Devi                     | Art-Mithilia/Madhubani peinture              | Bihar                   | Inde                 |
| Gajam Govardhana                     | Art-Vannerie faite à la main                 | Andhra Pradesh          | Inde                 |
| Sunayana Hazarilal                   | Art-Danse-Kathak                             | Maharashtra             | Inde                 |
| S. R. Janakiraman                    | Art-Carnatic musique vocale                  | Tamil Nadu              | Inde                 |
| Peruvanam Kuttan Marar               | Art-Chenda Melam-concert de tambour          | Kerala                  | Inde                 |
| Kalamandalam Kshemavathy Pavithran   | Art-Danse-Mohiniattam                        | Kerala                  | Inde                 |
| Dadi Dorab Pudumjee                  | Art-Marionnettes                             | Delhi                   | Inde                 |
| Khangembam Mangi Singh               | Art-Musique traditionnelle de Manipur (Pena) | Manipur                 | Inde                 |
| Prahlad Singh Tipaniya               | Art-Musique folklorique                      | Madhya Pradesh          | Inde                 |
| Usha Uthup                           | Art-Musique                                  | Bengale-Occidental      | Inde                 |
| Kajol                                | Art-Cinéma                                   | Maharashtra             | Inde                 |
| Irfan Khan                           | Art-Cinéma                                   | Maharashtra             | Inde                 |
| Mamraj Agrawal                       | Travail social                               | Bengale-Occidental      | Inde                 |
| Jockin Arputham                      | Travail social                               | Maharashtra             | Inde                 |
| Nomita Chandy                        | Travail social                               | Karnataka               | Inde                 |
| Sheela Patel                         | Travail social                               | Maharashtra             | Inde                 |
| Anita Reddy                          | Travail social                               | Karnataka               | Inde                 |
| Kanubhai Hasmukhbhai Tailor          | Travail social                               | Gujarat                 | Inde                 |
| Anant Darshan Shankar                | Affaires publiques                           | Karnataka               | Inde                 |
| M. Annamalai                         | Sciences et génie                            | Karnataka               | Inde                 |
| Mahesh Haribhai Mehta                | Sciences et arts de l'ingénieur-Agriculture  | Gujarat                 | Inde                 |
| Coimbatore Narayana Rao Raghavendran | Sciences et arts de l'ingénieur              | Tamil Nadu              | Inde                 |
| Suman Sahai                          | Sciences et arts de l'ingénieur              | Delhi                   | Inde                 |
| E. A. Siddiq                         | Sciences et arts de l'ingénieur-Agriculture  | Andhra Pradesh          | Inde                 |
| Gopalan Nair Shankar                 | Sciences et arts de l'ingénieur-Architecture | Kerala                  | Inde                 |
| Mecca Rafeeque Ahmed                 | Commerce et industrie                        | Tamil Nadu              | Inde                 |
| Kailasam Raghavendra Rao             | Commerce et industrie                        | Tamil Nadu              | Inde                 |
| Narayan Singh Bhati                  | Service public                               | Andhra Pradesh          | Inde                 |
| P. K. Sen                            | Service public                               | Bihar                   | Inde                 |
| Shital Mahajan                       | Sports-Sport d'aventure-Saut para            | Maharashtra             | Inde                 |
| Nameirakpam Kunjarani Devi           | Sports-Levée de poids                        | Manipur                 | Inde                 |
| Sushil Kumar                         | Sports-Lutte                                 | Delhi                   | Inde                 |
| Vangipurapu Venkata Sai Laxman       | Sports-Cricket                               | Andhra Pradesh          | Inde                 |
| Gagan Narang                         | Sports-Tir                                   | Andhra Pradesh          | Inde                 |
| Krishna Poonia                       | Sports-Lancer du disque                      | Rajasthan               | Inde                 |
| Harbhajan Singh                      | Sports-Alpinisme                             | Punjab                  | Inde                 |
| Pukhraj Bafna                        | Médecine-Pédiatrie                           | Chhattisgarh            | Inde                 |
| Mansoor Hasan                        | Médecine-Cardiologie                         | Uttar Pradesh           | Inde                 |
| Shyama Prasad Mandal                 | Médecine-Orthopédie                          | Delhi                   | Inde                 |
| Sivapatham Vittal                    | Médecine-Endocrinologie                      | Tamil Nadu              | Inde                 |
| Madanur Ahmed Ali                    | Médecine-Gastroentérologie                   | Tamil Nadu              | Inde                 |
| Indira Hinduja                       | Médecine - Obstétrique et gynécologie        | Maharashtra             | Inde                 |
| Jose Chacko Periappuram              | Médecine-Chirurgie cardio-thoracique         | Kerala                  | Inde                 |
| A. Marthanda Pillai                  | Médecine-Neurochirurgie                      | Kerala                  | Inde                 |
| Mahim Bora                           | Littérature et éducation                     | Assam                   | Inde                 |
| Pullella Srirama Chandrudu           | Littérature et éducation-Sanskrit            | Andhra Pradesh          | Inde                 |
| Pravin Darji                         | Littérature et éducation                     | Gujarat                 | Inde                 |
| Chandra Prakash Deval                | Littérature et éducation                     | Rajasthan               | Inde                 |
| Balraj Komal                         | Littérature et éducation                     | Delhi                   | Inde                 |
| Rajni Kumar                          | Littérature et éducation                     | Delhi                   | Inde                 |
| Devanooru Mahadeva                   | Littérature et éducation                     | Karnataka               | Inde                 |
| Barun Mazumder                       | Littérature et éducation                     | Bengale-Occidental      | Inde                 |
| Avvai Natarajan                      | Littérature et éducation                     | Tamil Nadu              | Inde                 |
| Bhalchandra Nemade                   | Littérature et éducation                     | Himachal Pradesh        | Inde                 |
| Riyaz Punjabi                        | Littérature et éducation                     | Jammu-et-Cachemire      | Inde                 |
| Koneru Ramakrishna Rao               | Littérature et éducation                     | Andhra Pradesh          | Inde                 |
| Buangi Sailo                         | Littérature et éducation                     | Mizoram                 | Inde                 |
| Devi Dutt Sharma                     | Littérature et éducation                     | Uttarakhand             | Inde                 |
| Nilamber Dev Sharma                  | Littérature et éducation                     | Jammu-et-Cachemire      | Inde                 |
| Urvashi Butalia et Ritu Menon†       | Littérature et éducation                     | Delhi                   | Inde                 |
| Krishna Kumar                        | Littérature et éducation                     | Delhi                   | Inde                 |
| Deviprasad Dwivedi                   | Littérature et éducation                     | Uttar Pradesh           | Inde                 |
| Mamang Dai                           | Littérature et éducation                     | Arunachal Pradesh       | Inde                 |
| Om Prakash Agrawal                   | Autre-Heritage Conservation                  | Uttar Pradesh           | Inde                 |
| Madhukar Keshav Dhavalikar           | Autre-Archéologie                            | Maharashtra             | Inde                 |
| Shanti Teresa Lakra                  | Autre-Sciences infirmières                   | Îles Andaman-et-Nicobar | Inde                 |
| Gulshan Nanda                        | Autre-Promotion de l'artisanat               | Delhi                   | Inde                 |
| Azad Moopen                          | Travail social                               |                         | Émirats arabes unis* |
| Upendra Baxi                         | Affaires publiques-affaires légales          |                         | Royaume-Uni*         |
| Mani Lal Bhaumik                     | Sciences et génie                            |                         | États-Unis*          |
| Subra Suresh                         | Sciences et génie                            |                         | États-Unis*          |
| Karl Harrington Potter               | Littérature et éducation                     |                         | États-Unis*          |
| Martha Chen                          | Travail social                               |                         | États-Unis*          |
| Satpal Khattar                       | Commerce et industrie                        |                         | Singapour*           |
| Granville Austin                     | Littérature et éducation                     |                         | États-Unis*          |

## 2012
La liste des prix Padma Shri en 2012 :  
| Nom                                    | Domaine                                                               | État               | Pays       |
| -------------------------------------- | --------------------------------------------------------------------- | ------------------ | ---------- |
| Vanraj Bhatia                          | Art - Musique                                                         | Maharashtra        | Inde       |
| Zia Fariduddin Dagar                   | Art - Musique - vocale                                                | Maharashtra        | Inde       |
| Nameirakpam Ibemni Devi                | Art - Musique- Khongjom Parba                                         | Manipur            | Inde       |
| Ramachandra Subraya Hegde Chittani     | Art - Danse dramatique Yakshagana                                     | Karnataka          | Inde       |
| Moti Lal Kemmu                         | Art - Dramaturgie                                                     | Jammu-et-Cachemire | Inde       |
| Shahid Parvez Khan                     | Art - Musique instrumentale-Sitar                                     | Maharashtra        | Inde       |
| M. Mohan Lal Kumhar                    | Art - Terracotta                                                      | Rajasthan          | Inde       |
| Sakar Khan Manganiar                   | Art - Musique folklorique du Rajasthan                                | Rajasthan          | Inde       |
| Joy Michael                            | Art - Théâtre                                                         | Delhi              | Inde       |
| Minati Mishra                          | Art - Danse classique indienne-Odissi.                                | Orissa             | Inde       |
| Natesan Muthuswamy                     | Art - Théâtre.                                                        | Tamil Nadu         | Inde       |
| R. Nagarathnamma                       | Art - Théâtre                                                         | Karnataka          | Inde       |
| Kalamandalm Sivan Nambootiri           | Art - Danse classique indienne- Kutiyattam                            | Kerala             | Inde       |
| Yamunabai Waikar                       | Art - Musique folklorique indienne-Lavani.                            | Maharashtra        | Inde       |
| Satish Alekar                          | Art - Dramaturgie                                                     | Maharashtra        | Inde       |
| Pandit Gopal Prasad Dubey (en)         | Art - Danse et chorégraphie chhau[Quoi ?]                             | Jharkhand          | Inde       |
| Ramakant Gundecha et Umakant Gundecha† | Art - Musique classique indienne vocale                               | Madhya Pradesh     | Inde       |
| Anup Jalota                            | Art-Musique classique indienne vocale                                 | Maharashtra        | Inde       |
| Soman Nair (Priyadarshan)              | Art - Cinéma- Direction                                               | Kerala             | Inde       |
| Sunil Janah                            | Art-Photographie                                                      | Assam              | Inde       |
| Laila Tyebji                           | Art-Artisanat                                                         | Delhi              | Inde       |
| Vijay Sharma                           | Art-peinture                                                          | Himachal Pradesh   | Inde       |
| Shamshad Begum                         | Travail social                                                        | Chattisgarh        | Inde       |
| Reeta Devi                             | Travail social                                                        | Delhi              | Inde       |
| P.K. Gopal                             | Travail social                                                        | Tamil Nadu         | Inde       |
| Phoolbasan Bai Yadav                   | Travail social                                                        | Chattisgarh        | Inde       |
| G. Muniratnam                          | Travail social                                                        | Andhra Pradesh     | Inde       |
| Niranjan Pranshankar Pandya            | Travail social                                                        | Maharashtra        | Inde       |
| Uma Tuli                               | Travail social                                                        | Delhi              | Inde       |
| Sat Paul Varma                         | Travail social                                                        | Jammu-et-Cachemire | Inde       |
| Binny Yanga                            | Travail social                                                        | Arunachal Pradesh  | Inde       |
| Yezdi Hirji Malegam                    | Affaires publiques                                                    | Maharashtra        | Inde       |
| Pravin H. Parekh                       | Affaires publiques                                                    | Delhi              | Inde       |
| V. Adimurthy                           | Sciences et génie                                                     | Kerala             | Inde       |
| Krishna Lal Chadha                     | Sciences et génie - Agriculture                                       | Delhi              | Inde       |
| Virander Singh Chauhan                 | Sciences et génie                                                     | Delhi              | Inde       |
| Rameshwar Nath Koul Bamezai            | Sciences et génie                                                     | Jammu-et-Cachemire | Inde       |
| Vijaypal Singh                         | Sciences et génie - Recherche en agriculture                          | Uttar Pradesh      | Inde       |
| Lokesh Kumar Singhal                   | Sciences et génie                                                     | Punjab             | Inde       |
| Yagnaswami Sundara Rajan               | Sciences et génie                                                     | Karnataka          | Inde       |
| Jagadish Shukla                        | Sciences et génie                                                     |                    | USA*       |
| Priya Paul                             | Commerce et industrie                                                 | Delhi              | Inde       |
| Shoji Shiba                            | Commerce et industrie                                                 |                    | Japon*     |
| Gopinath Pillai                        | Commerce et industrie                                                 |                    | Singapour* |
| Arun Hastimal Firodia                  | Commerce et industrie                                                 | Maharashtra        | Inde       |
| Swati A. Piramal                       | Commerce et industrie                                                 | Maharashtra        | Inde       |
| Mahdi Hasan                            | Médecine-Anatomie                                                     | Uttar Pradesh      | Inde       |
| Viswanathan Mohan                      | Médecine - Diabétologie                                               | Tamil Nadu         | Inde       |
| J. Hareendran Nair                     | Médecine - Ayurveda                                                   | Kerala             | Inde       |
| Vallalarpuram Sennimalai Natarajan     | Médecine - Geriatrics                                                 | Tamil Nadu         | Inde       |
| Jitendra Kumar Singh                   | Médecine - Oncologie                                                  | Bihar              | Inde       |
| Shrinivas S. Vaishya                   | Médecine-Soins de santé                                               | Daman et Diu       | Inde       |
| Nitya Anand                            | Médecine - Recherche pharmaceutique                                   | Uttar Pradesh      | Inde       |
| Jugal Kishore                          | Médecine - Homéopathie                                                | Delhi *            |            |
| Mukesh Batra                           | Médecine-Homéopathie                                                  | Maharashtra        | Inde       |
| Eberhard Fischer                       | Littérature et éducation                                              |                    | Suisse*    |
| Kedar Gurung                           | Littérature et éducation                                              | Sikkim             | Inde       |
| Surjit Singh Patar                     | Littérature et éducation - Poésie                                     | Punjab             | Inde       |
| Vijay Dutt Shridhar                    | Littérature et éducation - Journalisme                                | Madhya Pradesh     | Inde       |
| Irwin Allan Sealy                      | Littérature et éducation                                              | Uttarakhand        | Inde       |
| Geeta Dharmarajan                      | Littérature et éducation                                              | Delhi              | Inde       |
| Sachchidanand Sahai                    | Littérature et éducation                                              | Bihar              | Inde       |
| Pepita Seth                            | Littérature et éducation                                              | Kerala             | Inde       |
| Ralte L. Thanmawia                     | Littérature et éducation                                              | Mizoram            | Inde       |
| Ajeet Bajaj                            | Sports - Ski                                                          | Delhi              | Inde       |
| Jhulan Goswami                         | Sports - Cricket (femmes)                                             | Bengale-Occidental | Inde       |
| Zafar Iqbal                            | Sports-Hockey                                                         | Uttar Pradesh      | Inde       |
| Devendra Jhajrija                      | Sports - Athlétisme- Paraolympiques                                   | Rajasthan          | Inde       |
| Limba Ram                              | Sports - Arc                                                          | Rajasthan          | Inde       |
| Syed Mohammed Arif                     | Sports - Badminton                                                    | Andhra Pradesh     | Inde       |
| Ravi Chaturvedi                        | Sports- Commentaire                                                   | Delhi              | Inde       |
| Prabhakar Vaidya                       | Sports-Éducation physique                                             | Maharashtra        | Inde       |
| T. Venkatapathi Reddiar                | Autre-Horticulture                                                    | Pondicherry        | Inde       |
| K. (Kota) Ullas Karanth                | Autre-Conservation de la vie sauvage et protection de l'environnement | Karnataka          | Inde       |
| K Paddayya                             | Autre-Archéologie                                                     | Maharashtra        | Inde       |
| Swapan Guha                            | Autre-Céramique                                                       | Rajasthan          | Inde       |
| Kartikeya V. Sarabhai                  | Autre - Éducation environnementale                                    | Gujarat            | Inde       |

## 2013
La liste des prix Padma Shri en 2013 : 
1. Shri Gajam Anjaiah, Art, Andhra Pradesh
2. Swami G.C.D. Bharti alias Bharati Bandhu, Art, Chhattisgarh
3. Ms. B. Jayashree, Art, Karnataka
4. Smt. Sridevi Kapoor, Art, Maharashtra
5. Shri Kailash Chandra Meher, Art, Orissa
6. Shri Brahmdeo Ram Pandit, Art, Maharashtra
7. Shri Vishwanath Dinkar Patekar alias Nana Patekar, Art, Maharashtra
8. Shri Rekandar Nageswara Rao alias Surabhi Babji, Art, Andhra Pradesh
9. Shri Lakshmi Narayana Sathiraju, Art, Tamil Nadu
10. Smt. Jaymala Shiledar, Art, Maharashtra
11. Shri Suresh Dattatray Talwalkar, Art, Maharashtra
12. Shri P. Madhavan Nair alias Madhu, Art, Kerala
13. Shri Apurba Kishore Bir, Art, Maharashtra
14. Shri Ghanakanta Bora Borbayan, Art, Assam
15. Smt. Hilda Mit Lepcha, Art, Sikkim
16. Smt. Sudha Malhotra, Art, Maharashtra
17. Shri Ghulam Mohammad Saznawaz, Art, Jammu and Kashmir
18. Shri Ramesh Gopaldas Sippy, Art, Maharashtra
19. Ms. Mahrukh Tarapor, Art, Maharashtra
20. Shri Balwant Thakur, Art, Jammu &, Kashmir
21. Shri Puran Das Baul, Art, West Bengal
22. Shri Rajendra Tikku, Art, Jammu & Kashmir
23. Shri Pablo Bartholomew, Art, Delhi
24. Shri S. Shakir Ali, Art, Rajasthan
25. Sh. S.K.M Maeilanandhan, Social Work, Tamil Nadu
26. Ms. Nileema Mishra, Social Work, Maharashtra
27. Ms. Reema Nanavati, Social Work, Gujarat
28. Ms. Jharna Dhara Chowdhury, Social Work, Bangladesh
29. Late Dr. Ram Krishan, Social Work, Uttar Pradesh
30. Late Manju Bharat Ram, Social Work, Delhi
31. Prof. Mustansir Barma, Science and Engineering, Maharashtra
32. Shri Avinash Chander, Science and Engineering, Delhi
33. Prof. Sanjay Govind Dhande, Science and Engineering, Uttar Pradesh
34. Prof. (Dr.) Sankar Kumar Pal, Science and Engineering, West Bengal
35. Prof. Deepak B. Phatak, Science and Engineering, Maharashtra
36. Dr. Mudundi Ramakrishna Raju, Science and Engineering, Andhra Pradesh
37. Prof. Ajay K. Sood, Science and Engineering, Karnataka
38. Prof. Krishnaswamy Vijayraghavan, Science and Engineering, Karnataka
39. Dr. Manindra Agrawal, Science and Engineering, Uttar Pradesh
40. Dr. Jayaraman Gowrishankar, Science and Engineering, Andhra Pradesh
41. Prof. Sharad Pandurang Kale, Science and Engineering, Maharashtra
42. Smt. Vandana Luthra, Trade and Industry, Delhi
43. Ms. Rajshree Pathy, Trade and Industry, Tamil Nadu
44. Shri Hemendra Prasad Barooah, Trade and Industry, Assam
45. Shri Milind Kamble, Trade and Industry, Maharashtra
46. Ms. Kalpana Saroj, Trade and Industry, Maharashtra
47. Dr. Sudarshan K. Aggarwal, Medicine, Delhi
48. Dr. C. Venkata S. Ram alias Chitta Venkata Sundara Ram, Medicine, Andhra Pradesh
49. Dr. Rajendra Achyut Badwe, Medicine, Maharashtra
50. Dr. Taraprasad Das, Medicine, Orissa
51. Prof. (Dr.) T.V. Devarajan, Medicine, Tamil Nadu
52. Prof. (Dr.) Saroj Chooramani Gopal, Medicine, Uttar Pradesh
53. Dr. Pramod Kumar Julka, Medicine, Delhi
54. Dr. Gulshan Rai Khatri, Medicine, Delhi
55. Dr. Ganesh Kumar Mani, Medicine, Delhi
56. Dr. Amit Prabhakar Maydeo, Medicine, Maharashtra
57. Dr. Sundaram Natarajan, Medicine, Maharashtra
58. Prof. Krishna Chandra Chunekar, Medicine, Uttar Pradesh
59. Dr. Vishwa Kumar Gupta, Medicine, Delhi
60. Prof. (Capt.) Dr. Mohammad Sharaf-e-Alam, Literature & Education, Bihar
61. Dr. Radhika Herzberger, Literature & Education, Andhra Pradesh
62. Shri J. Malsawma, Literature & Education, Mizoram
63. Shri Devendra Patel, Literature & Education, Gujarat
64. Dr. Rama Kant Shukla, Literature & Education, Delhi
65. Prof. Akhtarul Wasey, Literature & Education, Delhi
66. Prof. Anvita Abbi, Literature & Education, Delhi
67. Shri Nida Fazli, Literature & Education, Madhya Pradesh
68. Shri Surender Kumar Sharma, Literature & Education, Delhi
69. Dr. Jagdish Prasad Singh, Literature & Education, Bihar
70. Late Shaukat Riaz Kapoor Alias Salik, Lakhnawi, Literature & Education, West Bengal
71. Prof. Noboru Karashima, Literature & Education, Japan
72. Shri Christopher Pinney, Literature & Education, UK
73. Smt. Premlata Agrawal, Sports, Jharkhand
74. Shri Yogeshwar Dutt, Sports, Haryana
75. Shri Hosanagara Nagarajegowda Girisha, Sports, Karnataka
76. Subedar Major Vijay Kumar, Sports, Himachal Pradesh
77. Shri Ngangom Dingko Singh, Sports, Maharashtra
78. Naib Subedar Bajrang Lal Takhar Sports, Rajasthan
79. Ms. Ritu Kumar, Fashion Designing, Delhi
80. Dr. Ravindra Singh Bisht, Archaeology, Uttar Pradesh

## 2014
- Geeta Mahalik, danseuse indienne.

## 2015
- Mithali Raj, Sport, Rajasthan.

## 2016
- Priyanka Chopra, Arts, Maharashtra

## 2017
- Deepika Kumari, tir à l'arc.
- Anuradha Koirala, travail social.

## 2020
- Padma Bandopadhyay, médecin et air marshal dans l'Armée de l'air.